# 藤田信雄
藤田信雄（日语：／ Fujita Nobuo；1911年—1997年9月30日）是一名日本海军航空兵，大日本帝國海軍准尉，1942年9月9日他驾驶远程航空潛艦“日本潜艇”号号上的一架水上飞机在美国俄勒冈州南部执行守望空袭任务，使他成为第二次世界大战期间唯一一位对美国本土进行空中轰炸的轴心国飞行员。他的任务是使用燃烧弹在俄勒冈州布鲁金斯附近的太平洋西北地区引发大规模森林火灾，目的是迫使美军从太平洋战区撤出。这一策略后来也被用于日本的气球炸弹行动。

## 早年生活和军事生涯
藤田信雄1932年加入大日本帝國海軍，1933年成为飞行员。他有一个弟弟在战争中丧生。

### 珍珠港和美国西海岸

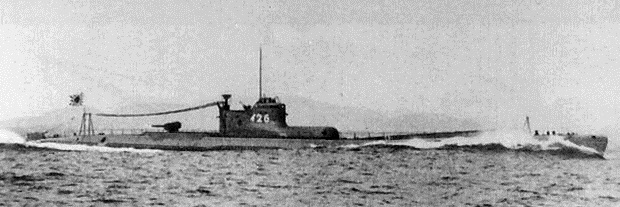
号潜艇。在指挥塔前方可见球形飞机库和弹射器。

在偷袭珍珠港期间，藤田信雄所在的在“日本潜艇”号号潜艇和其他三艘潜艇在瓦胡岛以北193 km（120 mi）处巡逻。藤田的零式小型水上偵察機（E14Y）由于存在故障，致使他无法参加袭击前计划的侦察任务。
珍珠港事件后，I-25 号潜艇与其他八艘潜艇一起在美国西岸巡逻。他们在返回马绍尔群岛夸贾林环礁基地之前还袭击了美国航运公司。他们于1942年1月11日抵达基地，进行补给和改造。

### 南太平洋
I-25 号潜艇接下来的任务是侦察澳大利亚的悉尼、墨尔本和霍巴特，然后是新西兰的惠灵顿和奥克兰。1942年2月17日，藤田信夫驾驶E14Y水上侦查飞机在悉尼港上空进行侦察飞行，侦查该市的空军基地。到07:30，他已经返回I-25 号，拆卸了E14Y侦察机，并将其存放在防水机库中。
下一次任务是在澳大利亚墨尔本上空进行类似的飞行。藤田从巴斯海峡西端，大约在维多利亚州和塔斯马尼亚州中间的金岛上的威克姆角起飞。这架水上侦查飞机于2月26日飞跃菲利普港湾上空前往墨尔本。
藤田在澳大利亚的下一次侦察飞行是3月1日在霍巴特。随后I-25 号潜艇前往新西兰，藤田于3月8日在惠灵顿上空进行侦察飞行。他于3月13日飞越奥克兰，随后于3月17日飞越斐济。该潜艇于3月31日返回其位于夸贾林的基地。

### 西北太平洋
1942年5月28日，藤田对美国阿拉斯加州的科迪亚克进行了侦察，为入侵阿留申群岛做准备。6月21日，I-25 号潜艇炮击了俄勒冈州阿斯托里亚附近的美军史蒂文斯堡基地。袭击期间，藤田在I-25 号潜艇上。

### 轰炸俄勒冈

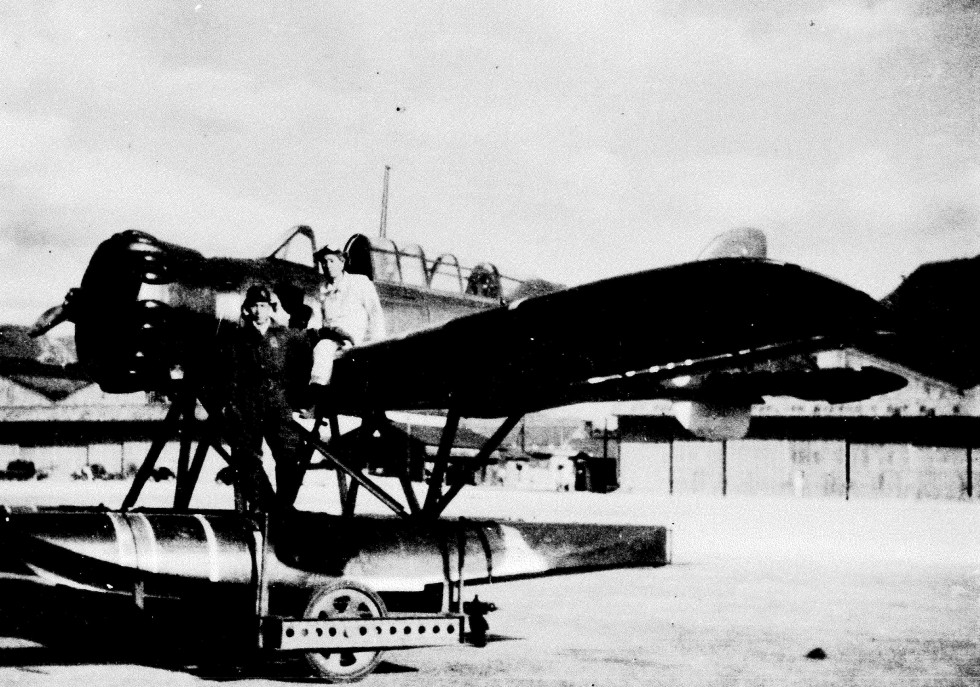
藤田信雄与他的E14Y水上侦察机。

藤田信雄提出了使用以潜艇为基地的水上飞机轰炸包括海上船只在内的军事目标，并袭击美国本土，尤其是具有战略意义的巴拿马运河的建议。这个建议得到了批准，任务交给了I-25 号潜艇。大型的伊四百型潛艦等潜艇航空母舰将专门用于轰炸巴拿马运河。
1942年9月9日06:00，I-25 号潜艇在俄勒冈州与加利福尼亚州边界以西的海面浮出水面，在那里弹射起飞了由藤田信雄和奥田省三驾驶的E14Y水上侦查机，机上载有154（340磅）的两枚燃烧弹。藤田投下两枚炸弹，一枚在俄勒冈州艾米莉上的惠勒岭。另一枚炸弹的位置未知。惠勒岭上的炸弹在布鲁金斯正东方16 km（9.9 mi）处引发了一场小火灾，美国国家森林局的员工得以扑灭。前一天晚上的雨使森林变得非常潮湿，炸弹基本上失效了。藤田的飞机被罗格河-锡斯基尤国家森林消防了望台上的霍华德·加德纳和鲍勃·拉森两人发现。另外两个了望台（Chetco Point了望台和Long Ridge了望台）报告了这架飞机，但由于大雾无法看到。这架飞机被许多人看到和听到，尤其是当藤田双向飞越布鲁金斯时。当天中午左右，霍华德·加德纳（Howard Gardner）在艾米莉山了望台（Mount Emily Lookout）报告称看到烟雾。四名美国国家森林局雇员发现火灾是由日本炸弹引起的。大约27（60磅）的碎片，包括炸弹的机头，被移交给了美国陆军。
轰炸发生后，I-25 号潜艇遭到一架巡逻的美国空军飞机的袭击，迫使潜艇下潜并躲在奥福德港附近的海底。美国的袭击只造成了轻微的破坏，藤田在三周后的9月29日进行了第二次轰炸。藤田使用了布兰科角灯塔作为航标。向东飞行90分钟后，他投下炸弹，并报告看到了火焰，但轰炸在美国仍然没有引起注意。
潜艇用鱼雷击沉了卡姆登号（SS Camden）]和拉里·多赫尼号（SS Larry Doheny）两艘货轮后返航。在返回日本的途中，I-25 号潜艇击沉了误认为是美国潜艇的、在阿拉斯加荷兰港和加利福尼亚州旧金山之间运输的苏联潜艇L-16 号（当时日本和苏联尚未交战）。
1942年9月对俄勒冈州的两次袭击是对美国本土的唯一一次敌机轰炸，也是继三个月前阿拉斯加乌纳拉斯卡荷兰港被轰炸后，美国大陆地区在第二次世界大战期间遭到的第二次空袭。

## 晚年
藤田信雄继续担任大日本帝国海军飞行员，主要执行侦察任务，直到1944年，他被调到神风敢死队飞行员的训练中。战后，他在茨城县开了一家五金店，后来在一家电线公司工作。
1962年，日本政府向藤田保证他不会作为战犯受审后，藤田被邀请到美国布鲁金斯。他把家里有400年历史的武士刀作为友谊的象征送给了布鲁金斯市。藤田最初打算，如果他作为战犯被逮捕的话，就用这把刀来切腹。尽管他的访问引发了一些争议，但该市居民仍然对他表示尊重。
他在美国受到的欢迎给他留下了深刻的印象，在访问期间，他承诺邀请布鲁金斯市的学生到日本来。尽管公司破产，藤田还是兑现了自己的承诺，于1985年联合赞助了布鲁金斯港高中的三名女学生访问日本。在访问期间，藤田收到了罗纳德·里根总统助手的一封献信，“对你的善良和慷慨表示钦佩。”
藤田信雄于1990年、1992年和1995年多次重返布鲁金斯。1992年，他在当年轰炸的现场种了一棵树以示和平。1995年，他将武士刀从布鲁金斯市政厅移到了新图书馆的陈列柜中。藤田帮助筹集资金建造了图书馆。
1997年9月30日，他在茨城县土浦市的一家医院去世，享年85岁。1998年10月，他的女儿浅仓优里子在爆炸现场埋葬了藤田信雄的部分骨灰。

### 延伸阅读
- Nobleman, Marc Tyler; Iwai, Melissa. . Boston. 2018. ISBN 978-0544430761.